# Minucia clausa
Minucia clausa là một loài bướm đêm trong họ Erebidae.